# Florent Crabeels
Florent Nicolas Crabeels, né le 5 décembre 1829 à Anvers et mort dans la même ville le 7 juin 1896, est un peintre de scènes de genre, d'animaux et de paysages, ainsi qu'un graveur aquafortiste belge.
Son champ pictural se situe entre le réalisme et l'impressionnisme.

## Biographie

### Famille
Florent Crabeels est né sous les prénoms de « Florent Nicolas » à Anvers le 5 décembre 1829. Il est le fils de Cornelius Jacob Crabeels (1798-1855), détaillant en boissons, et d'Anna Maria Theresia Herkens (1796-1859), parents de six enfants, dont Florent est le quatrième.

### Formation
Il étudie à l'Académie royale des beaux-arts d'Anvers auprès de ses professeurs Jacob Jacobs et Égide Linnig. En 1851, il commence à exposer aux salons triennaux : Bruxelles (1851), Anvers (1852) et Gand (1853), auxquels il participe régulièrement jusqu'à la fin de sa carrière.

### Carrière
Au début de sa carrière, il peint des scènes de villages, de kermesses et de marchés de petites villes. Plus tard, il s'oriente vers les paysages de la Campine, et devient un ardent défenseur de la peinture en plein air. Une grande partie du travail de Crabeels est réalisée en Campine, dans la colonie d'artistes de l'école de Wechelderzande, où Crabeels travaille aux côtés d'Isidore Meyers, de Jacques Rosseels et d'Adrien-Joseph Heymans, membre de l'école de Calmpthout de la peinture de paysage. Leurs œuvres se distinguent par une luminosité qui dépasse celle de l'École de Tervueren. Les œuvres de Florent Crabbels et celles de 56 artistes belges sont exposées à Philadelphie en mai 1882.
En 1886, à Anvers, Florent Crabeels est l'un des membres fondateurs de L'Art Indépendant et s'oriente dès lors vers le néo-impressionnisme. À l'Exposition universelle de Paris de 1889, il envoie deux peintures : La Campine et Rentrée tardive. Il participe à Exposition universelle de 1893 à Chicago, où il expose Kermesse flamande et Le Retour à la ferme. Deux ans plus tard, il présente La rentrée du troupeau à l'Exposition des arts anciens et modernes de Bordeaux de 1895.
En plus d'être peintre, il est également reconnu comme graveur. Ses œuvres sont conservées dans plusieurs musées belges (Bruxelles, Anvers, Namur et Verviers), ainsi qu'à Montréal.

### Vie privée et mort
Sur le plan privé, il se marie à deux reprises : en 1863 avec Catherine Élisabeth Lauwers (1837-1884), dont il a deux enfants (Renée et Georges), puis, après son veuvage, il épouse en 1885 Maria Colette Jacques, modiste à Anvers. Il meurt, après une longue maladie l'ayant prématurément conduit à la vieillesse, à Anvers le 7 juin 1896, à l'âge de 66 ans, en sa demeure chaussée de Malines, no 1068. Il est inhumé au cimetière du Kiel,.

## Œuvre

### Œuvres présentées aux Salons
- La Cour du cabaret, salon de Bruxelles de 1851.
- Une foire, salon d'Anvers de 1852.
- La Polka, salon d'Anvers de 1852 et salon de Gand de 1853.
- Un dimanche à midi, salon de Gand de 1853.
- Un parc, salon de Bruxelles de 1854.
- La Visite, salon de Bruxelles de 1857.
- La Romance, salon de Bruxelles de 1863.
- Paysage, salon de Bruxelles de 1866.
- Une matinée printanière, salon de Bruxelles de 1881.
- Près d'une ferme campinoise, salon de Bruxelles de 1881.
- Labourage campinois, salon de Bruxelles de 1887.
- Le Berger, salon de Bruxelles de 1893.

### Collections
- Musée royal des Beaux-Arts d'Anvers : 
  - Le Printemps dans la bruyère, huile sur toile, 148 × 208 cm, inventaire no 1245[8].
  - La Campine en hiver, huile sur toile, 147 × 209 cm, inventaire no 1685[9].
- Musées royaux des Beaux-Arts de Belgique : 
  - La Saison du regain, huile sur toile, 152 × 213 cm, inventaire no 3207, acquis de l'artiste en 1891[10].
- Musée des beaux-arts de Montréal :
  - Environs d'Anvers dimanche après-midi, vers 1860, huile sur toile, 70 × 89 cm, inventaire no 1887.32, legs Benaiah Gibb en 1877[11].
- Collections privées :
  - Scène de marché, 1855, huile sur toile, 50 × 60 cm, Vente SpengenKR 2020[12]
  - Danse paysanne, huile sur toile, 72 × 92 cm, Vente 2015 Munich[13]
  - Après-midi d'été, 1869, huile sur toile, 29 × 38 cm, Vente 2018 Anvers[14]
  - La Convalescence, huile sur toile, 113 × 72 cm, Vente 2017 Anvers[15]
  - Dame dans un parc, huile sur toile, 56 × 39 cm, Vente 2016 Hambourg[16]

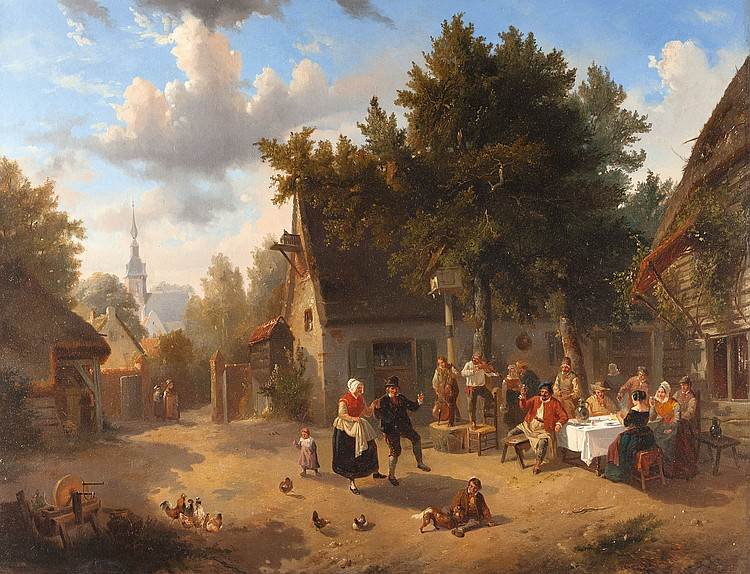
Danse paysanne Collection privée
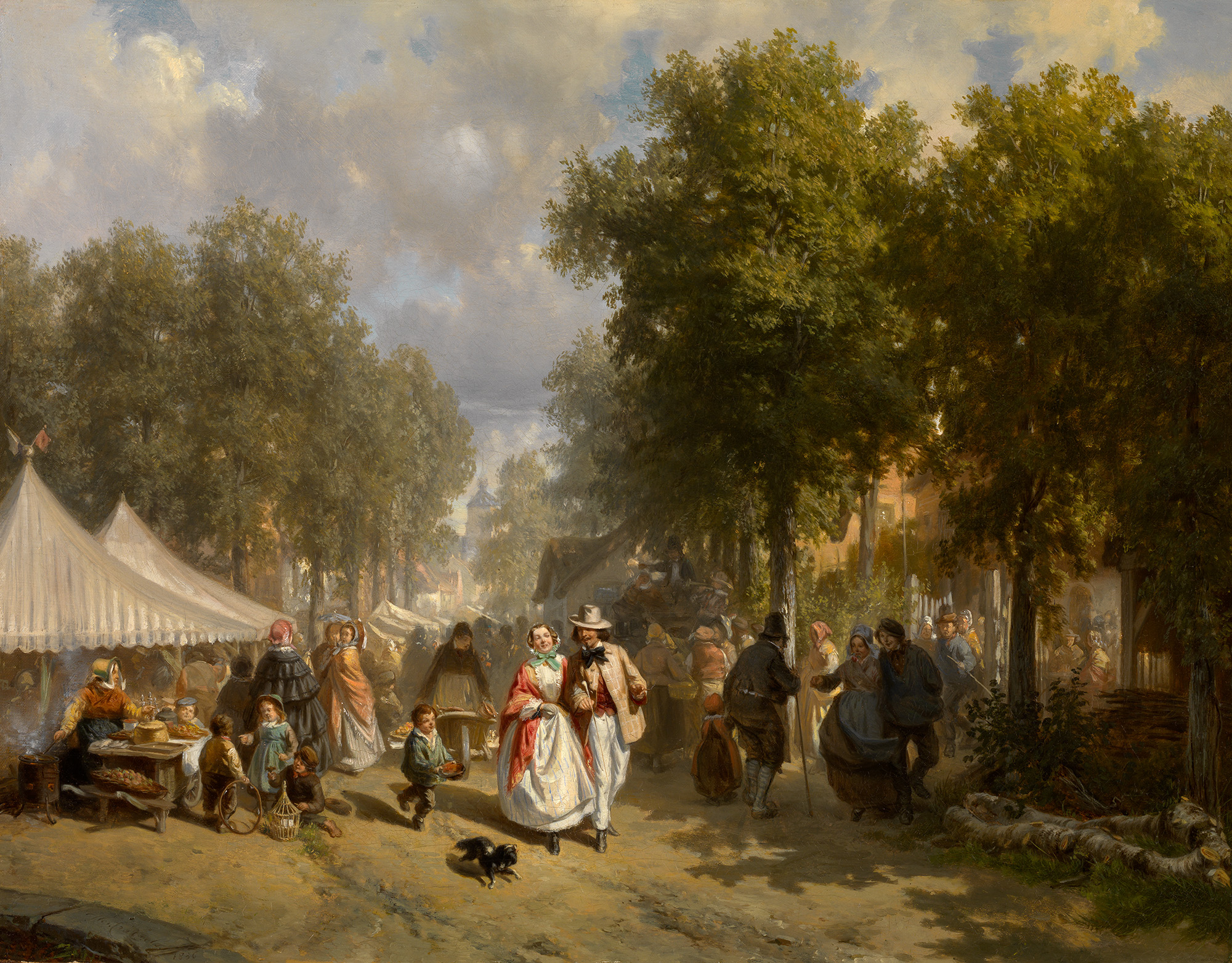
Scène de marché, 1855 Collection privée
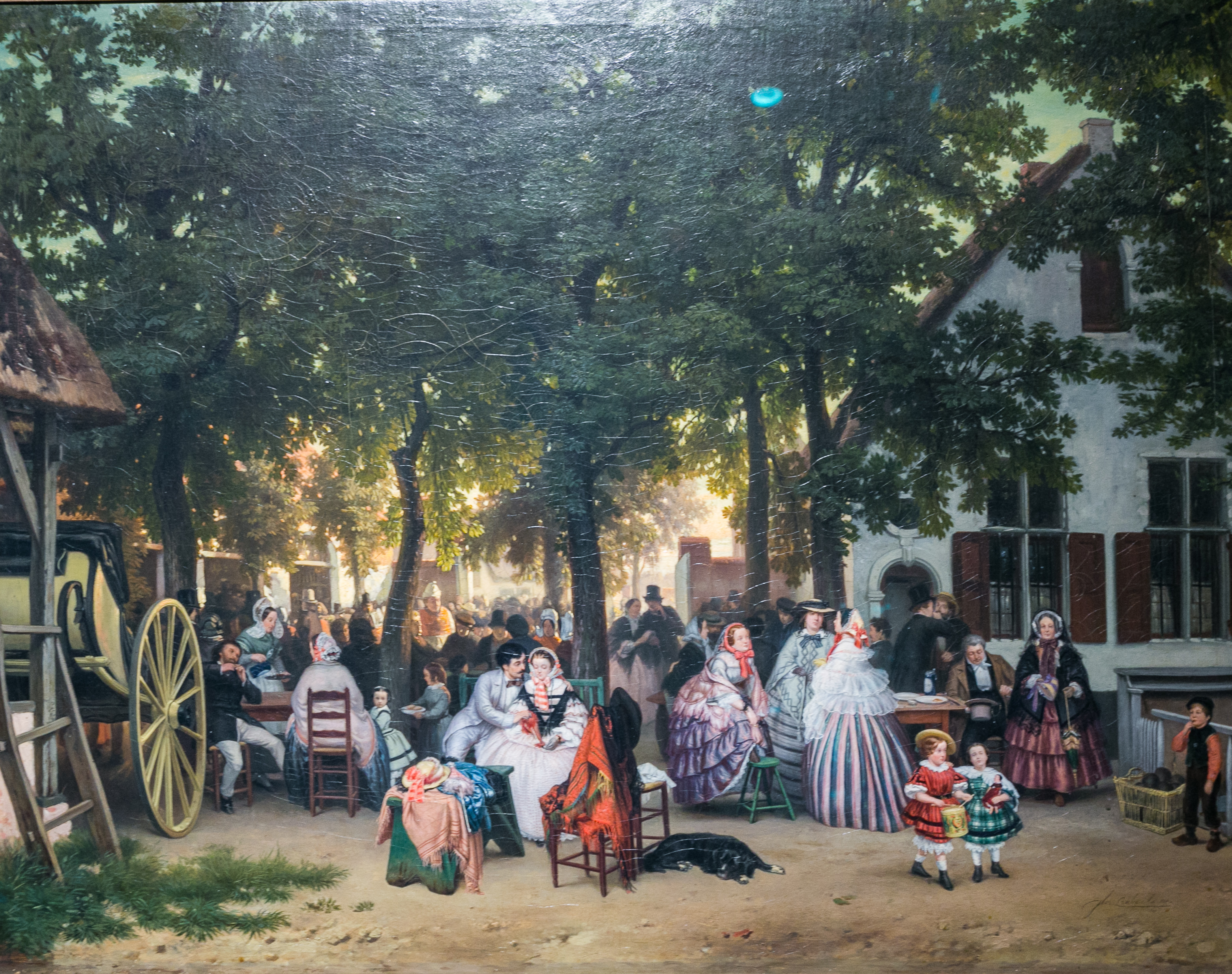
Environs d'Anvers, dimanche après-midi, 1860 Musée des beaux-arts de Montréal
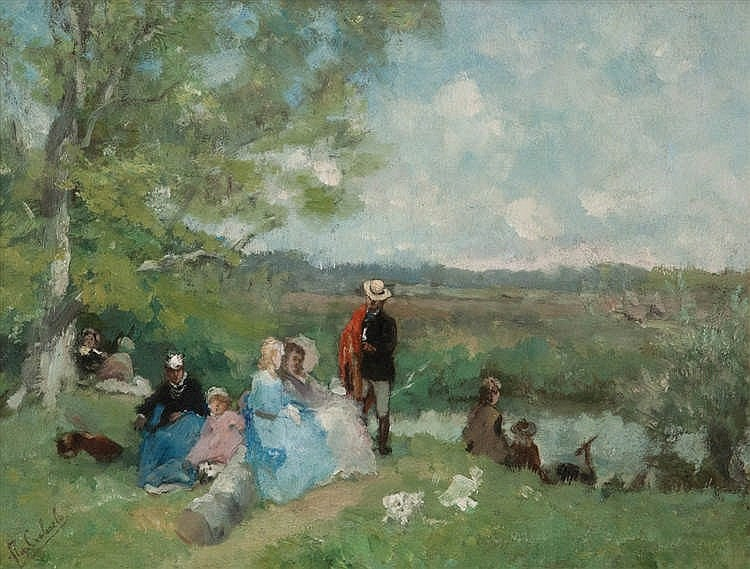
Après-midi d'été, 1869 Collection privée
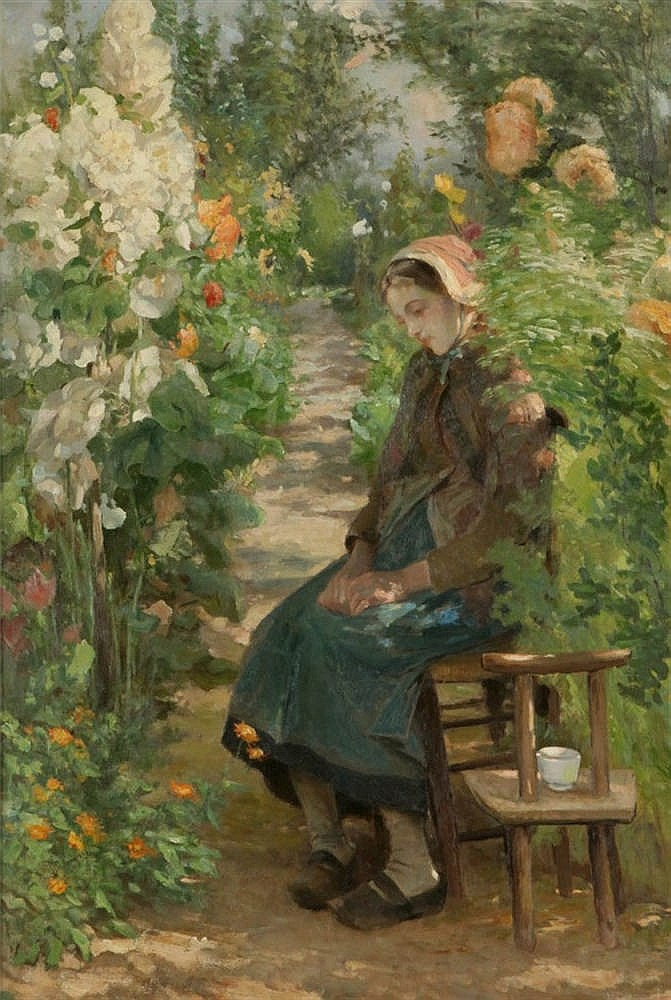
La Convalescence Collection privée
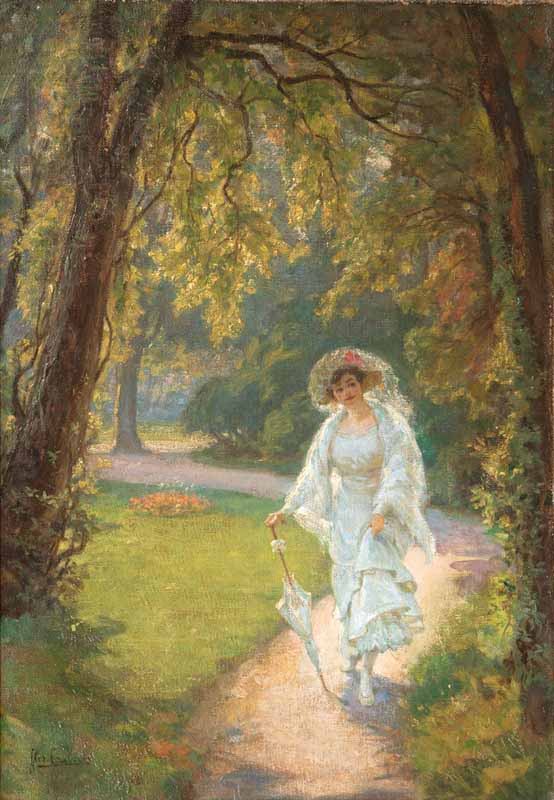
Dame dans un parc Collection privée